# Discografia di Raffaella Carrà fuori dall'Italia
Qui di seguito viene riportata suddivisa per stato la discografia estera di Raffaella Carrà.
Gli album di Raffaella sono stati pubblicati in 45 paesi del mondo tra cui Stati Uniti, Germania, Turchia, Argentina, Brasile, Venezuela, Uruguay, Unione Sovietica, Giappone, Colombia, San Marino, Spagna, Portogallo, Costa Rica, Grecia, Italia, Indonesia, Israele, Iran, Irlanda, Brasile, Perù, Bolivia, Ecuador, Guatemala, Panama, Jugoslavia, Austria, Canada, Regno Unito, Arabia Saudita, Messico, Australia, Madagascar, Paesi Bassi, Russia, Singapore, Cecoslovacchia, Nuova Zelanda, Belgio, Polonia, Ucraina, Egitto, Cile e Sudafrica (alcune versioni Olandesi sono stati distribuie anche in Svizzera, Austria, paesi scandinavi e nel resto dell'Europa). Per un totale di 25 album (di cui 2 espressamente per il mercato estero, 13 adattati in spagnolo dagli album italiani e 1 adattato in francese), 141 singoli realizzati solo per il mercato estero più 22 singoli corrispondenti a quelli italiani per un totale di 162, 12 EP e numerose compilation.
Il primo album ad essere tradotto per il mercato spagnolo fu Felicità tà tà del 1974, che fu distribuito solo in Spagna nel 1975 con il titolo Rumore, mantenendo la stessa successione delle tracce ma con un diverso artwork.
Il successivo, Forte forte forte, ottenne una massiccia distribuzione all'estero. In Ecuador fu distribuito con il titolo En el amor todo es empezar, con una diversa disposizione delle tracce tradotte in spagnolo ed un artwork differente, in Colombia fu distribuito nel 1977 con il titolo En espanol mantenendo le tracce in spagnolo disposte diversamente dalla versione italiana ed ecuadoregna ed un ulteriore artwork differente, mentre in Cile fu distribuito come Fuerte fuerte fuerte, sempre con le tracce in spagnolo ma in questo caso nella stessa successione della versione italiana e con lo stesso artwork.
In Argentina e Bolivia è stato tradotto in castellano e distribuito con il titolo Raffaella Carrà (En Castellano), con un diverso artwork, una diversa disposizione delle tracce e l'aggiunta nella tracklist del brano Rumore, tradotto in castellano.
Negli altri paesi in cui è stato distribuito (Canada, Grecia, Brasile, Israele e Turchia), è stata mantenuta la versione con le tracce e con l'artwork italiani.
Fiesta è stato distribuito in Spagna, con un artwork ed una tracklist differente. Sono state aggiunte le versioni in spagnolo di A far l'amore comincia tu, Forte forte forte e 5353456, omettendo i brani Mi sento bella, Non dobbiamo litigare più e Il presidente, presenti nella versione italiana.
La versione distribuita in Uruguay presenta un'ulteriore tracklist con l'aggiunta dei brani, Rumores, Tuca Tuca, Felicidad Dá Dá, T'ammazzerei e Borriquito, mantenendo però l'artwork della versione italiana.
La versione Argentina mantiene la stessa tracklist ed artwork della versione italiana, con le tracce tradotte in spagnolo. In Israele è stata distribuita la versione in italiano con lo stesso artwork, come negli altri paesi in cui è stato distribuito (Turchia, Arabia Saudita e Russia), ma con artwork differenti.
In Canada è stato distribuito con un artwork differentecon alcune tracce tradotte in francese con l'aggiunta di Rumore .
Raffaella è stato distribuito in Spagna, Colombia, Venezuela, Uruguay e Stati Uniti con il titolo Hay que venir al sur, mantenendo la stessa disposizione delle tracce della versione italiana e lo stesso artwork, con i brani tradotti in spagnolo e con il brano Tango che è stato adattato come Lola. Nella versione messicana vengono mantenute le stesse tracce ed artwork, disposte però in maniera diversa.
Nel resto del mondo (Jugoslavia, Iran, Paesi Bassi, Turchia, Giappone, Canada, Australia, Germania, Russia) il disco è stato distribuito con il titolo Raffaella mantenendo i brani in italiano, con lo stesso artwork e la stessa disposizione delle tracce della versione italiana. Anche in Portogallo e Brasile è stata distribuita la versione con le tracce in italiano.
In Argentina il disco è stato distribuito con le tracce in spagnolo sempre con il titolo Raffaella così come in Cile, dove però è stata inserita la traccia Fiesta al posto di Amoa. In Costa Rica sono state inserite Bobo Step, Rumores, Fuerte fuerte fuerte, Vida e 0303456, omettendo Black cat, California, Dancing in the sun e A million dollars.
In Grecia è stata inserita come prima traccia Fiesta e come ultima traccia Black Cat.
La versione distribuita in Inghilterra, Israele e Sudafrica contengono oltre alla versione inglese di A far l'amore comincia tu, Do it, do it again e quella di California (distribuita all'estero in spagnolo ed italiano), anche la traccia aggiuntiva Rumore.
Applauso è stato distribuito con il titolo Aplauso con le tracce tradotte in spagnolo e lo stesso artwork italiano in paesi quali Cile, Colombia, Venezuela, Peru, Uruguay, Argentina e Bolivia.
In Turchia, Grecia, Germania, Canada, Giappone, Jugoslavia e Paesi Bassi è stata distribuita la versione in italiano; in quest'ultima nazione è stata distribuita anche una rara versione picture disk.
In Spagna il disco è stato distribuito con il titolo Canta en espanol con le tracce tradotte in spagnolo. In questa versione il brano E salutala per me è stato tradotto col titolo No le hagas lo que a mí, a differenza di tutte le altre edizioni in cui è indicato come Corre y ve donde está ella.
Nel 1980 l'album è stato distribuito, oltre che in Jugoslavia, anche in Russia in quattro versioni differenti, label bianca, rosa, rossa e laminata, con il titolo Поет Рафаэлла Карра (Raffaella Carrà), ristampate più volte fino al 1989.
Mi spendo tutto è stato distribuito in Argentina, Uruguay e Peru con il titolo ¡Bárbara!, in quanto la maggior parte delle tracce era inclusa nel film omonimo distribuito solo in quei paesi, con le tracce tradotte in spagnolo, e con l'omissione del brano Ratatataplan.
Nel resto del mondo il disco è stato distribuito come Latino, mantenendo le tracce in italiano in paesi quali Turchia, Canada e Paesi Bassi. Negli altri paesi (Costa Rica, Colombia, Spagna, Venezuela, Ecuador, Messico e Russia), le tracce sono state tradotte in spagnolo. La versione distribuita in Bolivia è l'unica ad avere un artwork differente, sempre con le tracce in spagnolo.
Negli Stati Uniti il disco è stato distribuito sia nella versione in spagnolo con il titolo Latino, che nella versione con le tracce in italiano con il titolo Mi spendo tutto.
Raffaella Carrà è un album espressamente realizzato per il mercato estero, mai pubblicato in Italia. Il disco è stato distribuito nel 1981 in Messico, Peru, Argentina, Venezuela, Uruguay, Cile ed Ecuador, in cui il primo brano è indicato come Mamá Dame 100 Pesitos, in Spagna, Guatemala e Bolivia la prima traccia del disco è indicata invece come Mamá Dame 100 Pesetas.
La versione distribuita in Colombia ha una diversa distribuzione delle tracce. In Grecia è stata distribuita una versione con alcune tracce cantate in italiano, la stessa distribuita in Portogallo ma con il titolo Mamma Dammi 100 Lire.
Raffaella Carrà 82 è stato distribuito nel 1982 in Spagna, Colombia, Ecuador, Uruguay, Messico, Peru e Guatemala, con le tracce tradotte in spagnolo e l'aggiunta di una nuova versione di Tuca Tuca in spagnolo, realizzata per festeggiarne il decennale. In Portogallo e Germania è stata distribuita la versione con le tracce in italiano. In Argentina è stato distribuito come Raffaella Carrà, con le tracce cantate in spagnolo.
Nel 1983 è stato distribuito con questo titolo anche negli Stati Uniti, con le tracce in spagnolo, omettendo la traccia Tuca Tuca. Nello stesso anno è stato distribuito anche in Messico nella versione in italiano con il titolo Canta en italiano.
Nel 1984 è stato distribuito anche in Cecoslovacchia nella versione in italiano come Raffaella Carrà.
Fatalità è stato distribuito in Portogallo nel 1983 con le tracce in italiano ma con un diverso artwork rispetto all'edizione italiana, la stessa distribuita in Germania nel 1984 con l'aggiunta della traccia Cuando calienta el sol.
In Spagna, Messico, Bolivia, Peru e Argentina, l'album è stato distribuito con le tracce tradotte in spagnolo, utilizzando il secondo artwork differente dalla versione italiana. In Colombia le tracce sono disposte in maniera ancora differente rispetto alle versioni per i mercati latini. Nel 1984 è stato ristampato in Portogallo con lo stesso artwork italiano e le tracce in spagnolo, con il titolo Secreto ("Un Dolce Segreto"). in Russia è stato distribuito sia nella versione italiana che in quella spagnola, in quest'ultimo caso con il titolo Cuando calienta el sol.
Bolero è stato distribuito nel 1985 solo in Spagna con il titolo Dolce far niente ed un artwork differente, e con solo le tracce Amigo (Amico) e Tele Telefonearte (Tele Telefonarti) tradotte in spagnolo, mentre le altre sono state mantenute in italiano. Questa versione è stata stampata in CD in Russia nel 2004.
Raffaella è stato distribuito in Spagna con le tracce in spagnolo, fatta eccezione per il brano Abbracciami, mantenuto in italiano e con il brano Meno male che viene indicato come Inocente. Nel resto del mondo (Peru, Ecuador, Bolivia, Venezuela, Argentina, Colombia, Messico, Brasile e Stati Uniti) viene mantenuta la versione italiana, con le tracce non tradotte ma una diversa disposizione della tracklist. Le versioni greca e turca, mantengono invece la stessa tracklist di quella italiana.
Hola Raffaella è un album espressamente realizzato per il mercato spagnolo e prende il nome dalla trasmissione omonima condotta da Raffaella sulla TVE 1 tra il 1992 e il 1994.
Fiesta - I grandi successi è una raccolta di successi riarrangiati e ricantati, pubblicata anche in Spagna e Argentina con i brani cantati in spagnolo dal titolo Fiesta • Grandes Éxitos. L'album è stato distribuito anche in Russia mantenendo il titolo e le tracce in italiano.
Replay - The Album è stato distribuito anche in Spagna, con l'aggiunta di Toy Boy in spagnolo.

## Discografia Arabia Saudita

### Album in studio
- 1977 - Fiesta   (747 – 1108)
- 1977 - Fiesta (747 – 1108) copertina differente
- 1978 - Raffaella (747)
- 1979 - Applauso (Pa)

### Raccolte
- 1978 - I successi di Raffaella Carrà (747 - 1416)
- 1978 - Carrà Sera (747 - 1417)
- 1978 - Primadonna (747, 1418) (con Fiesta e A Far L'Amore Comincia Tu)
- 1979 - Azzurro (Die Top 20 Super Hits Aus Italien) (IMD, 6400) (con A Far L'Amore Comincia Tu)

## Discografia Argentina

### Album in studio
- 1976 - Raffaella Carrà (EPIC 47034) (I brani sono tutti cantati in castellano)
- 1977 - Fiesta (EPIC 47070)
- 1978 - Raffaella (EPIC 147091)
- 1979 - Aplauso (EPIC 145001)
- 1980 - ¡Barbara! (EPIC 145002) (promo con copertina a libro e caratteri di copertina in colore oro)
- 1981 - Raffaella Carrà (Hispavox, 14581-5)
- 1982 - Raffaella Carrà 82 (Hispavox, TLP 50072)
- 1984 - Raffaella Carrà (Hispavox, tlp 60065)
- 1988 - Raffaella (CBS, 20-007)
- 1999 - Fiesta - Grandes Exitos (BMG ARGENTINA RCA 74321 72037-2) (brani cantati in castellano)

### Raccolte
- 1978 - Los exitos de Raffaella Carrà (RCA 10028 - Lineatres)
- 1979 - Lo mas grandes exitos de Raffaella Carrà en Argentina (Epic 47.122)
- 1981 - Sus mejores temas (K- tel 10.001)
- 1981 - 14 grandes exitos (K tel 13010)
- 1998 - Carramix (SONY 2-484884)
- 1999 - Colleccion anniversario (EMI 72469973022)
- 1999/2002 - Grandes éxitos (EMI-ODEON S.A.I.C. 724349973022)

### Singoli

#### Dischi da 7"
- 1975 - Te matare/Hace apena un mes (RCA Victor 31A -2303)
- 1975 - Rumores/Rumores (Epic 40.058) (promozionale)
- 1975 - Bobo step/Rumores (Epic 40.058) (promozionale)
- 1976 - Male/Sciocco (Epic 40.066) (promozionale)
- 1976 - En el amor todo es empezar/03.03.456 (CBS 40.085)
- 1977 - Fiesta/Volvere (Epic 140 091)
- 1977 - Fiesta/En el amor todo es empezar (CBS 2298)
- 1977 - Fiesta/Volvere (Epic 1400912)
- 1978 - Borriquito/Borriquito (RCA 41A-3041)
- 1978 - Black cat/Lola (RCA 41A-3041)
- 1978 - Hay que venir al sur/Tanti auguri (CBS 40.137) (disco prova raro)
- 1978 - Hay que venir al sur (CBS 40.137) (disco prova raro)
- 1978 - Lucas/California (Epic 40.148)
- 1978 - California/California (Epic 40.148)
- 1979 - Vuelve/Vuelve (Epic Dep-124) (promo)
- 1979 - Santo, santo/Drin drin (Epic 340 001)
- 1979 - Santo, santo/Drin drin (Epic A043) (disco prova raro)
- 1980 - Pedro/Buen amor (Epic 340 002
- 1980 - Pedro (Epic 340 002 (disco prova raro)
- 1980 - Pedro/Buen amor (Epic 340 002) (promo di lancio per il film "Barbara")
- 1981 - Adios amigo/Caliente, caliente (Hispavox 32848 1)
- 1981 - Adios amigo/Caliente, caliente (Music-Hall 32848) (promo)
- 1981 - Adios amigo/Caliente, caliente (Music-Hall 32848)
- 1981 - Adios amigo/Caliente, caliente (Music-Hall 32848-1) (promo)
- 1981 - Caliente, caliente/Mama dame 100 pesetas (Hispavox HS 241)
- 1981 - Mama dame 100 pesetas/Por tu amor (Hispavox 32856 6)
- 1982 - Que dolor/No, no vamos al mar (Hispavox 45-2232 Y) (promo)
- 1982 - Que dolor/No, no vamos al mar (Hispavox JAHO-23692)
- 1984 - Africa/Cuando calienta el sol (Hispavox, 445144)
- 1988 - 1,2,3,4 dancing/Fiesta a go-go! (CBS, DEP-645)
- 1988 - No pensar en ti/No te cases con un torero (CBS, DEP-665) (promo)

## Discografia Australia

### Album in studio
- 1978 - Raffaella   (CBS – SBP 237425)

### Singoli
- 1978 - Do it, do it again/A far l'amore comincia tu (ES 287)

### Raccolte
- 2006 - Tutto Carrà (2000 Fruit Gum – 9396318105029)

## Discografia Belgio

### Singoli
- 1982 - Mamma dammi 100 lire (Mama dame 100 pesetas)/Bambina, si, si No, no vamos al mar (RKM – VB 693)
- 2011 - Far l'amore (541 – 541066CDS, N.E.W.S. – 541066CDS) - con Bob Sinclar

## Discografia Bolivia

### Album in studio
- 1976 - Raffaella Carrà (En Castellano)   (CBS – 20111)
- 1980 - Latino   (CBS – 20246)
- 1981 - Raffaella Carrà   (Hispavox – HHS - 90.402)
- 1984 - Raffaella Carrà   (Hispavox – ES|HHL - 58-6)
- 1988 - Raffaella   (Discos CBS – CBS SLP 20536)
- 1998 - Raffaella Carrà 82   (Hispavox – HISPAVX S25660, ristampa in CD)
- 1999 - Aplauso   (CBS – S95990, ristampa in CD)

### EP
- 1974 - Felicità tà tà/Troppo ragazzina/Rumore/Tabù (Discos CBS – 10052)
- 1974 - Claudia Mori/Raffaella Carrà (Discos CBS – 10053 split con Claudia Mori)
- 1976 - En el amor todo es empezar/Bobo step/0303456/Male (Discos CBS – 10228)

### Singoli
- 1974 - Felicità Tà Tà, Troppo Ragazzina/Rumore, Tabù (Discos CBS – 10052)
- 1975 - Buena Noches Doctor, Buonasera Dottore/Rumores, Borriquito (il lato A è cantato da Claudia Mori) (Discos CBS – 10153
- 1976 - En El Amor Todo Es Empezar, Bobo Step/0303456, Male (Discos CBS – 10228)
- 1977 - Fiesta/Puisque Tu L'Aimes Dis-le Lui (CBS – 30079)
- 1978 - Ai que venir al sur/Soy negra (Discos CBS – 30132)
- 1980 - Latino/Yo No Se Vivir Sin Ti (CBS –  30377)
- 1981 - Mama Dame 100 Pesetas/Caliente Caliente (Hispavox – HHS - 047)
- 1983 - Eres un bandido/Esta historia (Hispavox – ES/HHS - 063)

## Discografia Brasile

### Album in studio
- 1976 - Forte forte forte   (CBS – 137943)
- 1978 - Raffaella   (Epic – EPC 144267)
- 1988 - Raffaella   (Epic – 231.130, Epic – 231130)

### Raccolte
- 1979 - Raffaella Carrà (Epic – 144376)

### Singoli
- 1978 - California/Dancing in the sun (Epic – 66375)

## Discografia Canada

### Album in studio
- 1976 - Forte forte forte   (Columbia – KGS-90400, Columbia – KGS 90400, LP, MC, 8-Trk)
- 1977 - Fiesta   (CBS - PFS 90425, LP, MC, 8-Trk)
- 1978 - Raffaella   (Columbia – PCC 90478, LP, MC)
- 1979 - Applauso   (Columbia – PCC 90562)
- 1980 - Latino   (CBS – PFC 90604)

### Raccolte
- 1980 - Superbomba Hits (Ti Amo Records – AMO 157) - split con Julio Iglesias e Umberto Tozzi
- 2001 - Lo Mejor De Rafaela Carrà (Love Message 7753985456791) (Serie The Millenium Collection)

### Singoli
- 1975 - Tornerai/53 53 456 (Columbia – C4 8125)
- 1976 - A far l'amore comincia tu/Forte Forte Forte (Columbia – C4 8148)
- 1977 - Rumore/Bobo Step (C4-8165, pubblicato in 7" e 12")
- 1977 - Fiesta/Fiesta (version italienne) (CBS C5-8181)
- 1977 - A far l'amore comincia tu/Male (I.N.C.A.C. – F-0328)
- 1978 - Tanti auguri/California (Columbia – C4 8260)
- 1978 - Dancin' in the sun/Sono nera (CBS – C5-8288)
- 1980 - Pedro/Life is only rock'n'roll (CBS – C5-8418)

## Discografia Cecoslovacchia

### Album in studio
- 1984 - Raffaella Carrà 82   (LP Opus – 9113 1545, ristampato nel 1989, MC 9913 0226)

## Discografia Cile

### Album in studio
- 1976 - Fuerte fuerte fuerte   (CBS – 15132)
- 1978 - Raffaella   (CBS – 15249)
- 1979 - Aplauso   (LP CBS – 15307, MC CBS – 115307)
- 1980 - Latino   (CBS – 15331, LP e MC)
- 1981 - Raffaella Carrà   (Hispavox – S 90.402, MC Hispavox – 104777, EMI – 104777, Quatro Records – QSETTE 1708)
- 1988 - Raffaella   (CBS – KNJC-1044, MC)

### Raccolte
- 1985 - Recuerdos de oro (CBS – KNKG-0404, MC)
- 1989 - Grandes exitos (CBS – KPKG-1228, MC)
- 1999 - Carramix (Sony Music Special Marketing – 2-484884)
- 2000 - Idolos de siempre (Sony Music Special Marketing – 2 499545)
- 2001 - Ciao Raffaella (Sony Music Special Marketing – 2 473513, 2 CD)
- 2007 - Sus Éxitos (Music Center – KC - 182)

### EP
- 1977 - Fiesta/Hay que venir al sur/Tango/En el amor todo es empezar (CBS – 12024)
- 1979 - Santo santo/Corre y ve donde està ella/De palabra/Vuelve (CBS – 12033)
- 1979 - Vuelve/Santo santo (CBS – 11308)

### Singoli
- 1977 - Fiesta/Soñando contigo (Discos CBS – 11161)

## Discografia Colombia

### Album in studio
- 1977 - En Español   (CBS – 14-1061)
- 1978 - Hay que venir al sur   (CBS – 14-1154)
- 1980 - Latino   (CBS – 14-1387)
- 1981 - Raffaella Carrà   (Hispavox – 25400354,  ECI-354)
- 1982 - Raffaella Carrà 82   (Hispavox – 254 00404)
- 1984 - Raffaella Carrà   (Hispavox – 254 00459)
- 1988 - Raffaella   (CBS – 142170)

### Raccolte
- 1979 - Greatest Hits (Grandes Éxitos) (CBS – 14-1457)
- 2000 - Grandes exitos (EMI Music Colombia – 799845 2, CD)

### Singoli
- 1974 - Rumores/Felicidad (CBS – 43133)
- 1978 - Hay que venir al sur/Soy negra (CBS – 43397)
- 1982 - Caliente caliente/Amore amore (Hispavox – 35400354)
- 1988 - No pensar en ti/Chicos chicos (CBS - 421422)

## Discografia Costa Rica

### Album in studio
- 1978 - Raffaella   (CBS – 100424)
- 1980 - Latino   (CBS – 100602)

### Singoli
- 1977 - 0303456/En El Amor Todo Es Empezar (CBS – 11929)
- 1977 - Fiesta/Soñando Contigo (CBS – 11721)
- 1977 - Fiesta/Volvére (CBS – 11721)
- 1977 - Lola/Hay que venir al sur (CBS – 12091)
- 1981 - Latino/Yo no sé vivir sin tí (CBS – 12317)
- 1988 - No pensar en ti/Abbracciame (CBS – 70135508)
- 1988 - Inocente/Corazon salvaje (CBS – 7013441)

## Discografia Ecuador

### Album in studio
- 1976 - En El Amor Todo Es Empezar   (CBS – 331-0094)
- 1980 - Latino   (CBS – 331-0345)
- 1981 - Raffaella Carrà   (Hispavox – 304-0076)
- 1982 - Raffaella Carrà 82   (Hispavox – 304-0090)
- 1984 - Raffaella Carrà   (Hispavox – 304-0110)
- 1988 - Raffaella   (CBS – 331-0496)

### EP
- 1978 - Ai que venir al sur/California/no veremos manana/Lola (CBS – 231-0038)

## Discografia Egitto

### Raccolte
- 1979 - Do It Do It (Slam! – FS 321)
- 1980 - Raffaella Carrà (Sound Of Music - 82 MC)
- 1980 - Greates Hits (Sound Of America – 4592, MC)
- 1980 - Greates Hits (Sound Of America – 4592, MC) - copertina differente
- 1982 - Ballo Ballo (Slam! – FS 397, MC)

## Discografia Francia

### Singoli
- 1975 - Rumore/Mi vien da piangere (Disques Carrere – 49.097)
- 1976 - A far l'amore comincia tu/Puisque tu l'aimes dis-le lui (CBS 4771)
- 1976 - Puisque tu l'aimes dis-le lui/A far l'amore comincia tu (CBS 4771)
- 1977 - Super Francais/Fiesta (CBS 5488)
- 1978 - Tanti auguri/California (CBS S 6132)
- 1982 - Mamma dammi 100 lire/Bambina, si, si (RKM – VB 693)
- 1984 - Fatalità/Né con te, né senza te (Carrere – 13 483, Hispavox – 13 483)

## Discografia Germania

### Album in studio
- 1978 - Raffaella   (CBS – 82620)
- 1979 - Applauso   (CBS 83687)
- 1982 - Raffaella Carrà 82   (LP Polydor – 2311 184, MC 3100 662)
- 1984 - Fatalità   (Polydor – 823 118-1)

### Raccolte
- 1977 - Liebelei (CBS – CBS 82271)
- 1978 - Raffaella Carrà (RCA Victor – PL 31331)

### Singoli
- 1970 - Ma che musica maestro/Non ti mettere con Bill (RCA, 74-16 050)
- 1971 - Chissà chi sei/Dudulalà (RCA Victor – 74-16091)
- 1972 - Tuca tuca/Vi dirò la verità (RCA Victor, 74-16 156)
- 1972 - Tuca tuca/Vi dirò la verità (RCA Victor, 74-16 156)
- 1977 - Liebelei/Forte Forte Forte (CBS S 5543)
- 1977 - Fiesta/5353456 (CBS 5348)
- 1977 - Puisque tu l'aimes dis-le lui/A far l'amore comincia tu (Liebelei) (CBS 4771)
- 1977 - A far l'amore comincia tu (Liebelei)/Puisque tu l'aimes dis-le lui (CBS 4771)
- 1978 - Do it, do it again/A far l'amore comincia tu (CBS – CBS 6094)
- 1978 - California/Dancing in the sun (CBS – CBS 6533)
- 1978 - Tanti auguri/California (CBS S 6132)
- 1979 - Torna da me/Joggin' (CBS S 7736)
- 1980 - Pedro/Io non vivo senza te (CBS S 8579)
- 1982 - Ballo ballo/Passerà (Polydor – 2002 207)
- 1984 - Fatalità/Né con te, né senza te (Polydor – 821 297-7)

## Discografia Giappone

### Album in studio
- 1977 - Fiesta    (Epic - 25.3P-52)
- 1978 - Raffaella   (Epic – 25.3P-16)
- 1979 - Applauso   (Epic – 25·3P-96)

### Singoli
- 1978 - California/A million dollars (CBS/Sony – 06SP 238)
- 1979 - California/Black cat (Epic – 06・5P-23)
- 1979 - Drin Drin/Povero amore (Epic – 06·5P-58)
- 1979 - Special Disco Single (Epic/Sony – QY・3P-4,12", 45") Non Stop Medley split con Cherry Laine e Melba Moore

## Discografia Grecia

### Album in studio
- 1976 - Forte forte forte   (CBS – 81439, LP, 8-Trk, MC)
- 1978 - Raffaella   (CBS – CBS 82836, LP, 8-Trk)
- 1979 - Applauso   (CBS 83687)
- 1981 - Raffaella Carrà   (Hispavox – S. 90402, LP, MC)
- 1988 - Raffaella   (CBS – CBS 462953 1, LP, MC)

### Raccolte
- 1977 - Ραφαέλλα Καρρά Σώου (CBS – CBS 82268, LP, MC, 8-Trk)
- 1978 - I successi di Raffaella Carrà (RCA International – RCLP 20099)

### Singoli
- 1971 - Tuca Tuca/Vi Dirò La Verità (RCA Victor – 3628 PM)
- 1972 - Ma che musica maestro/Non ti mettere con Bill (RCA Victor – 46 G 145)
- 1976 - A far l'amore comincia tu/Forte Forte Forte (CBS 4236)
- 1976 - Bobo Step/Tornerai (CBS 5413)
- 1977 - Τηλ. 6868357/Il guerriero (CBS 5533)
- 1978 - Fiesta/Ci vediamo domani (CBS 6284)

## Discografia Guatemala

### Album in studio
- 1981 - Raffaella Carrà   (Hispavox – S 90.402)
- 1982 - Raffaella Carrà 82   (Hispavox – S-90-649)
- 1984 - Raffaella Carrà (Hispavox - (60) 160 193)

### Singoli
- 1981 - Caliente, Caliente/Noches Tropicales (Hispavox – AC-H-3726-AS)
- 1982 - Mama Dame 100 Pesetas/Adiós Amico (Hispavox – AC-H-3753)
- 1982 - Dame un beso/Bailo, bailo (Hispavox – AC-H-3786)
- 1982 - Que dolor/My love (Hispavox –3767)

## Discografia Indonesia

### Album in studio
- 1981 - Raffaella Carrà   (Specialist Recording – SR 5505)

## Discografia Inghilterra

### Album in studio
- 1978 - Raffaella   (Epic – EPC 82832, Epic – S EPC 82832)

### Singoli
- 1978 - Do it, do it again/A far l'amore comincia tu (Epic – S EPC 6094)
- 1978 - California/Tanti auguri (Epic – S EPC 6450)
- 2011 - Far l'amore Defected – none - con Bob Sinclar
- 2011 - Far l'amore - The remixes (Defected DFTD314D2) - con Bob Sinclar

## Discografia Iran

### Album in studio
- 1978 - Raffaella   (CBS – 40-82620, MC)

## Discografia Irlanda

### Singoli
- 1978 - Do it, do it again/A far l'amore comincia tu (S EPC 6094)

## Discografia Israele

### Album in studio
- 1976 - Forte forte forte   (CBS – 81439)
- 1977 - Fiesta   (CBS - CBS 82071)
- 1978 - Raffaella   (Epic – EPC 82832)

### Singoli
- 1972 - Tuca tuca/Chissà se va (RCA Victor – PM 3628)

## Discografia Madagascar

### Singoli
- 1975 - Rumore/Mi vien da piangere (Disques Carrere – 49.097)

## Discografia Messico

### Album in studio
- 1978 - Raffaella (CBS DCS 860)
- 1979 - Raffaella Carrà (EPIC LNS-17277)
- 1980 - Latino (EPIC 145002)
- 1981 - Raffaella Carrà (Hispavox Gamma GH 11-388) (brani in castigliano)
- 1982 - Raffaella Carrà 82 (Hispavox Gamma GH 11-406) (brani in castigliano)
- 1983 - Canta en italiano (Hispavox GH 11-414)
- 1983 - Raffaella Carrà (Hispavox Gamma GH 11-00431) (brani in castigliano)
- 1988 - Raffaella (Columbia 460894)
- 1991 - Caliente caliente (Hispavox Gamma 2187964432) (brani in castigliano)
- 1992 - Sin respiro (Philips BMG Victor Inc. – SFX 7070 - M) (Promo test pressing)

### Raccolte
- 2003 - Exitos (EMI 724359559728)

### EP
- 1978 - Hay que venir al sur/Lola/California/Lucas (CBS EPC 1579)

### Singoli
- 1974 - Rumore/Felicità tà tà (CBS, 7515) (promozionale)
- 1977 - Fiesta/Soñando contigo (CBS, 7948)
- 1977 - En el amor todo es empezar/Volverè (CBS 7701)
- 1978 - Hay que venir al sur/Hay que venir al sur (CBS CSR 1024)
- 1978 - Hay que venir al sur/Lola (CBS 8035) (disco promo)
- 1978 - Hay que venir al sur/Amor Ingrato (EPIC SC-71778) (disco promo)
- 1980 - Pedro/Que dia (Epic SC-71815
- 1981 - Adios amigo/Mexico eres tu (Hispavox Gamma G-242542)
- 1981 - Mama dame 100 pesetas/Super rumbas (Hispavox Gamma G-2426)
- 1981 - Amore, amore/Dame la libertad (Hispavox Gamma G-2473)
- 1982 - Dame un beso/Que dolor (Hispavox G-2537)
- 1982 - Bailo, bailo/Pasarà (Hispavox, G-2569)
- 1982 - Eres un bandido/Pasarà (Hispavox, ESG-02614)
- 1982 - Porque el amor/Madre mia (Hispavox ESG-02676)
- 1988 - No pensar en ti/No pensar en ti (CBS, FR 653391) (promo rarissimo)

#### Mix
- 1984 - Cuando calienta el sol/Africa (Hispavox/Gamma LS D/33 00132)

## Discografia Nuova Zelanda

### Singoli
- 1978 - Do it, do it again/A far l'amore comincia tu (Epic – 461842)

## Discografia Paesi Bassi

### Album in studio
- 1978 - Raffaella   (CBS – CBS 82753, CBS 82620, LP, MC)
- 1979 - Applauso   (CBS – CBS 83687, stampato anche in versione picture disc CBS – 9983687)
- 1980 - Latino   (CBS 84325)

### Raccolte
- 1977 - A far l'amore comincia tu (CBS – CBS 82447)

### Singoli
- 1974 - Rumore/Mi vien da piangere (CBS – CBS 2370, ristampato nel 1977)
- 1975 - Male/Sciocco (CBS – CBS 3351)
- 1977 - A far l'amore comincia tu/Puisque tu l'aimes dis-le lui (CBS 4771)
- 1977 - Puisque tu l'aimes dis-le lui/A far l'amore comincia tu (CBS 4771)
- 1978 - Do it, do it again/A far l'amore comincia tu (CBS 6094, pubblicato con due copertine differenti)
- 1978 - Tanti auguri/California (CBS S 6132)
- 1979 - Joggin'/Torna da me (CBS S 7844)
- 1981 - Mama (dame 100 pesetas)/Amore, amore (Hispavox – HSP A 2565)

## Discografia Panama

### Album in studiomodifica
- 1981 - Raffaella Carrà (Hispavox – S 90.402)

### Singoli
- 1981 - Caliente Caliente/Noches Tropicales (Hispavox – AC-H-3726)

## Discografia Perù

### Album in studio
- 1979 - Aplauso   (LP CBS – SE-8469, MC CBS Columbia – K-SET 601)
- 1980 - ¡Bárbara!   (LP CBS Columbia – S.E. 8509, MC K-SET 701)
- 1981 - Raffaella Carra   (Hispavox – Y-HIS-0090402.2, Y-HIS-0090402.7, MC 104777, EMI – 104777, nella stampa in LP il nome è reso graficamente senza l'accento sulla "a" del cognome)
- 1982 - Raffaella Carrà 82   (Hispavox – Y - HIS - 0090649.1)
- 1984 - Raffaella Carrà   (Hispavox – LH - 02205.84)
- 1988 - Raffaella   (CBS – S.E. 8934)

### Raccolte
- 1978 - Raffaella Carrà - Julio Iglesias (CBS Columbia – S.E. 8437)
- 1979 - Sus 14 Grandes Éxitos (LP CBS Columbia – S.E. 8457, MC CBS – K-SET 566)

### Singoli
- 1976 - En el amor todo es empezar/0303456 (CBS – CSR-0974)
- 1977 - Fiesta/Soñando contigo (CBS Columbia CSR-0985)
- 1978 - Lucas/Lola (CBS CSR 1034)
- 1980 - Pedro/Buen amor (CBS Columbia – CSR 1157)
- 1981 - Latino/Yo no sé vivir sin tí (CBS Columbia – CSR 1168)
- 1981 - Mama dame 100 pesitos/Por tu amor (Hispavox – F-HIS 0012239.4)
- 1984 - Africa/Cuando calienta el sol (Hispavox – 84.021)

## Discografia Polonia

### Singoli
- 1978 - Fiesta (Tonpress M275)
- 1978 - Do it, do it again/Gran premio (Tonpress – R-0681-II, flexi disc)
- 1978 - Tango/Amoa (Tonpress – R-0705-II)
- 1980 - Black Cat (B-B RECS - PUR 000375)
- 1980 - Lola (B-B RECS - PUR 001376)
- 1980 - Tanti Auguri (B-B RECS - PUR 001377)
- 1980 - California (Tonpress R-061-II)
- 1981 - Pedro (Tonpress – R-1139, flexi disc)
- 1983 - Que Dolor (Tonpress – No 239/ro)
- 1985 - Una Forza Dentro Te (Tonpress - No/1348/h)

## Discografia Portogallo

### Album in studio
- 1978 - Raffaella   (CBS – CBS 82620)
- 1981 - Mamma Dammi 100 Lire   (Hispavox – HIS-30-33)
- 1982 - Raffaella Carrà 82   (Hispavox – HIS 30-37)
- 1983 - Fatalità   (Hispavox – HIS 30-41, ristampato nel 1984 con il titolo Secreto ("Un Dolce Segreto"), Hispavox – HIS 30-44)

### Raccolte
- 1985 - Best Of Raffaella Carrà (Hispavox – HIS 1-30-48, 2 LP)

### EP
- 1972 - Ma che musica maestro/Reggae Rrrr!/Dudulalà/Chissà chi sei (RCA Victor – TP-602)
- 1972 - Tuca tuca/Vi dirò la verità/Top/Domenica non è (Hum a song) (RCA Victor – TP-649)

### Singoli
- 1972 - Din don dan/Bumba mama (CBS – CGD 2239)
- 1975 - Tornerai/53 53 456 (CBS – CGD 3840)
- 1977 - Fiesta/A far l'amore comincia tu (CBS 5414)
- 1978 - Tanti auguri/California (CBS 6132)
- 1981 - Mamma dammi 100 lire (Mama dame 100 pesetas)/Caliente caliente (Hispavox – HIS 22-91, pubblicato con tre codici diversi sulla label: AB, AR, C)
- 1982 - Ballo ballo/Dammi un bacio (Hispavox – HIS 22-100)
- 1983 - Fatalità/Con te (Hispavox – HIS 22 105)

## Discografia Russia

### Album in studio
- 1980 - Поет Рафаэлла Карра   (Мелодия – 33 C 60—14293-94, cover laminata, ristampato anche nel 1987, 1988 e 1989)
- 1998 - Scatola a sorpresa  (CBS – 6904812-2, QG – 6904812/02, ristampa in CD)
- 1999 - Fiesta - I grandi successi   (BMG Russia – 74321 96515 4RCA Italiana – 74321 96515 2, CD, MC)
- 2000 - Fatalità 1983   (3byk/HVX – 823118-1Y edizione limitata)
- 2001 - Fiesta   (CBS – 2001804/2, QG – 2001804/2 ristampa in CD)
- 2002 - Raffaella   (CBS – 8265401-2, QG – 8265401-2, ristampa in CD)
- 2003 - Felicità tà tà  (CBS – 6909005/2, QG – 6909005/2, ristampa in CD)
- 2003 - Latino   (CBS – 8424510-2, QG – 8424510/2, ristampa in CD)
- 2003 - Raffaella Carrà 82   (Hispavox – HVX 7070103/2, ristampa in CD)
- 2003 - Cuando calienta el sol   (Hispavox – (60) 16019302-2, ristampato nel 2004 con diversa copertina)
- 2004 - Dolce far niente   (CBS – 3052651812/2)

### Raccolte
- 2001 - Golden Collection (QG – QGA 015)
- 2003 - Internacional Carrà (CBS – 26895609/2)
- 2005 - Большие Удары = Greatest Hits, Большие Хиты = Greatest Hits (Hispavox – 6022512414/2, pubblicato con due titoli ed artwork differenti ma stessa tracklist e numero di catalogo)
- 2005 - Наибольшие Хитов 2 = Greatest Hits (Hispavox – 225123167-2)
- 2009 - Raffaella Carrà (RKB Музыка – 017277)
- 2011 - Raffaella Carrà (RKB Музыка – 192008)

### Singoli
- 1980 - Привет От Меня/Чак-Чак/Бреду По Желтым Склонам (E salutala per me/Ciak Ciak)   (Мелодия – Г62—08375-6) split con Валерий Леонтьев
- 2005 - Male/Sciocco   (QGM – 8367004-2, limited edition CD Single)
- 2005 - Rumore/Mi viene da piangere   (QGM – 8367004-2, limited edition CD Single)
- 2005 - Borriquito/Raindrops keep fallin'on my head   (QGM – 8367004-2, limited edition CD Single)

## Discografia San Marino

### Album in studio
- 1985 - Fidati (Fonit Cetra STMC 397)

## Discografia Singapore

### Album in studio
- 1979 - Aplauso   (GMI – 8BB, MC)
- 1982 - Raffaella Carrà 82 (GMI - 208BB, MC)

## Discografia Spagna

### Album in studio
- 1975 - Rumore (CBS, 55178) (I brani sono tutti cantati in italiano e corrispondenti all'album italiano Felicità tà tà)
- 1976 - Male/Felicità tà tà (CBS, 81411)
- 1977 - Raffaella Carrà (RCA Italiana, 31306) (2LP, brani cantati in italiano in ordine di tracce corrispondenti ai primi due album Raffaella e Raffaella Carrà)
- 1977 - Fiesta (CBS, 82071 S)
- 1978 - Raffaella - Hay que venir al sur (CBS, 86065)
- 1978 - Raffaella - Hay que venir al sur (CBS, 86065) (Edizione speciale promozionale: "Circulo de lectores" e "Musical Mallorca")
- 1979 - Canta en español (CBS, 83880) (versione spagnola di Applauso)
- 1980 - Latino (CBS, 84245) (versione spagnola di Mi spendo tutto)
- 1981 - Raffaella Carrà (Hispavox, 130.054) (brani cantati in castellano)
- 1981 - Raffaella Carrà (Hispavox, 130.054) (brani cantati in castellano; edizione speciale promozionale: "Circulo de lectores" e "Musical Mallorca")
- 1982 - Raffaella Carrà 82 (Hispavox, S-90-649) (brani cantati in castellano)
- 1984 - Raffaella Carrà (Hispavox, 160193) (versione spagnola di Fatalità)
- 1984 - Raffaella Carrà 82 (Hispavox, S-90-649) (ristampa, brani cantati in castellano)
- 1985 - Dolce far niente (CBS, S26518) (versione spagnola di Bolero)
- 1988 - Raffaella (CBS, 460894-1)(brani cantati in castellano)
- 1993 - Hola Raffaella (Ariola, 74321 18572 1)
- 1999 - Fiesta - Grandes Exitos (RCA, 74321 720372) (brani cantati in castellano)

### Raccolte
- 1978 - Canta sus grandes exitos (CBS, 83261)
- 1981 - Recuerdos de oro (Epic, 88547)
- 1992 - Grandes éxitos (Hispavox, 7998451)
- 1993 - Ciao Raffaella (Epic-Sony 473513 1)
- 2000 - Tutto Carrà (Sony 498483 2)
- 2000 - Los exitos (EMI 724352822928)
- 2000 - Fiesta - Grandes exitos (BMG 74321 72037-2)
- 2003 - Exitos originales (DISKY ESI 905294)
- 2008 - Raffaella Carrà Vol.1 (Rama Lama RO 53942)
- 2008 - Raffaella Carrà Vol.2 (Rama Lama RO 54192)
- 2020 - Grande Raffaella (Sony Music – 19439750152, Legacy – 19439750152)

### Singoli

#### Dischi da 7"
- 1972 - Tuca tuca, si/Accidenti a quella sera (RCA Victor 3-10716)
- 1974 - Rumore/Felicità tà tà (CBS 2984) (prima stampa con copertina standard)
- 1974 - Rumore/Felicità tà tà (CBS 2984) (seconda stampa con copertina diversa)
- 1975 - Male/Tonto (CBS, 3351)
- 1975 - Male/Tonto (SSP-2, 3351, disco promo con copertina di differente colore)
- 1975 - Rumore/Felicità tà tà (CBS3426)(terza stampa con copertina diversa)
- 1975 - Rumores/Felicità da da (CBS3426)
- 1976 - Felicità tà tà/El guerrillero (CBS, 4140)
- 1976 - Fuerte fuerte fuerte/En el amor todo es empezar (CBS, 4670)
- 1977 - Fiesta/Melodia (CBS, 5251) (promo)
- 1977 - Fiesta/Soñando contigo (Dreaming of you) (CBS, 5251)
- 1978 - Hay que venir al sur/Soy negra (CBS, 6090)
- 1978 - Hay que venir al sur/Soy negra (CBS, 6090) (edizione speciale "Festival di Mallorca 78")
- 1978 - Lola/Black cat (CBS, 6738)
- 1979 - No le hagas lo que a mi/Vuelve (CBS, 8052)
- 1980 - Pedro/Yo no se vivir sin ti (CBS, 8321)
- 1980 - Mi spendo tutto/Io non vivo senza te (CBS, 9097)
- 1981 - Caliente caliente/Adios amigo (Hispavox, CP373)
- 1981 - Caliente caliente/Adios amigo (Hispavox, 45-2104) (stampato con diverso numero di matrice e copertina differente)
- 1981 - Mama dame 100 pesetas/Super rumbas (Hispavox, 45-2140)
- 1982 - Que dolor/My love (Hispavox 45-2232 Y) (promo)
- 1982 - Que dolor/My love (Hispavox 45-2232 Y)
- 1982 - Dame un beso/Ni contigo, ni sin ti (Hispavox, 45-2243)
- 1982 - Eres un bandido/Esta historia (Hispavox, 45-2276)
- 1984 - Africa/Porque el amor (Hispavox, 445144)
- 1984 - Cuando calienta el sol/Madre mia (Hispavox, 445149)
- 1984 - Dolce far niente/stupida gelosia (CBS, 6295)
- 1984 - Dolce far niente (CBS, 6295) (promo)
- 1988 - No pensar en ti/1,2,3,4 dancing (CBS, 652807 7)
- 1988 - No pensar en ti (CBS, 652807 7) (promo)
- 1988 - Rumore (Epic MELP 3038) (promo)

#### Mix
- 1981 - Caliente, caliente/Adios amigo/Super rumbas (Hispavox CP375)
- 1992 - Rumore (club mix)/Rumore (a cappella)/Rumore (radio mix)/Rumore (street dance mix) (Pull Pmx, 12051)

#### CD singoli
- 1993 - Tuca tuca (BMG 74321 188042) (versione '93, promo)
- 2000 - Rumore 2000 (radio edit)/Rumore 2000 (Maxi version) (SAMPCS 8740-1)
- 2000 - Rumore 2000 (radio edit)/Hay que venir al sur (SAMPCS 8853) (promo)

## Discografia Stati Uniti

### Album in studio
- 1978 - Hay que venir al sur   (Caytronics – CYS 1524)
- 1979 - Aplauso   (CBS – DML 55113)
- 1980 - Latino   (Discos CBS International – DML-55304, LP, MC e Stereo 8 stampa in spagnolo)
- 1980 - Mi spendo tutto   (CBS – CBS 55305, stampa della versione in italiano per gli Stati Uniti)
- 1983 - Raffaella Carrà 82   (Discos CBS International – HIL-80365, LP e MC)
- 1988 - Raffaella   (CBS – DIL-69306, LP, MC)

### Raccolte
- 1980 - Raffaella Carrà (Discos CBS International – DML-55302)
- 1982 - Sus Fabulosos Éxitos (Discos CBS International - DIL-55306)
- 1993 - 12 Grandes Éxitos (Sony – CDB-80949, CD) - split con Iva Zanicchi

### Singoli
- 1974 - Rumore/Felicità tà tà (Peters International – PI 418)
- 1977 - A Far L'amore Comincia Tu/Male (I.N.C.A.C. - F-0328)
- 1980 - Fiesta/Vuelve (Discos CBS International - DMS-55002)
- 1980 - Pedro/Yo No Se Vivir Sin Ti (Discos CBS International - DMS-11372)
- 1980 - Pedro/Latino (Discos CBS International - DMS-55004)
- 1982 - Amore Amore/Mama dame 100 pesitos (Profono Internacional, Inc. – 45-79-109)
- 1985 - Bolero/Rosso (CBS – 6298 12", 45", Maxi-Single)

## Discografia Sudafrica

### Album in studio
- 1978 - Raffaella   (Epic – KSF 2182)

### Singoli
- 1972 - Borriquito/Raindrops keep fallin on my head (Rca Victor - 42-311)
- 1978 - Do it, do it again/A far l'amore comincia tu (Epic – EN 1692)
- 1978 - Black cat/California (Epic – EN 1786)

## Discografia Turchia

### Album in studio
- 1977 - Fiesta   (LP CBS - Plaksan A.Ş. – 82071, MC CBS-3044)
- 1978 - Raffaella   (CBS - 82654)
- 1979 - Applauso   (CBS 83687)
- 1980 - Latino   (CBS 84325)
- 1989 - Raffaella   (CBS – CBS 462953 4, Uzelli – B-98, MC)
- 2000 - Milleluci  (CBS – 7069240, Plaksan – 7069240, ristampa in CD)
- 2000 - Forte forte forte   (CBS – 7069241, Plaksan – 7069241, ristampa in CD)
- 2000 - Pedro   (CBS – 7069242, Plaksan – 7069242 ristampa in CD dell'album Mi spendo tutto non più intitolato Latino)

### Raccolte
- 1977 - Ritratto di... Raffaella Carrà (Z – E.K.B.M 7009)
- 1978 - I successi di Raffaella Carrà (RCA Victor – NL 33057, RCA Victor – 1008, RCA – 1416, 747 – 1416)
- 1999 - Raffaella Carrà (Hispavox – HVX 7029177, Plaksan – 7029177)

### Singoli
- 1975 - Rumore/Felicità tà tà (CBS – 3065)
- 1977 - Fiesta/Vi dirò la verità (Best Seller – 8025)
- 1977 - Fiesta/Soñando contigo (CBS 5251)
- 1977 - Puisque tu l'aimes dis-le lui/A far l'amore comincia tu (CBS 4771)
- 1978 - Ai que venir al sur/Soy negra (CBS 6090)

## Discografia Ucraina

### Album
- 1999 - Fiesta - I grandi successi (BMG RUSSIA, RCA - 74321 96515 4)

### Raccolte
- 1978 - I Successi Di Raffaella Carrà (KK 465)

## Discografia Unione Sovietica

### Album in studio
- 1980 - Поет Рафаэлла Карра (Мелодия – 33 C 60—14293-94, cover laminata, ristampato anche nel 1987, 1988 e 1989)

### Singoli
- 1980 - Привет От Меня/Чак-Чак/Бреду По Желтым Склонам (E salutala per me/Ciak Ciak)   (Мелодия – Г62—08375-6) split con Валерий Леонтьев - In tre versioni con disco blu, disco azzurro e una versione rossa.

## Discografia Uruguay

### Album in studio
- 1978 - Fiesta   (Epic – 27.172)
- 1978 - Hay que venir al sur   (Epic - 27181)
- 1979 - Aplauso   (Epic – 127.215)
- 1980 - Barbara!   (Epic – 27241)
- 1981 - Raffaella Carrà   (Hispavox – SHV 60636)
- 1982 - Raffaella Carrà 82   (Hispavox – SHV 60641)
- 1984 - Raffaella Carrà (Hispavox Varietà, Linea Platino, 345.317) (versione spagnola di Fatalità)

### Raccolte
- 1978 - Los exitos de Raffaella Carrà (RCA – 10028, Linea Tres – NL 33057)
- 2002 - The Very Best Of Raffaella (Sunbird - 42358374) (Serie The Millenium Collection)

### Singoli
- 1978 - Fiesta/En El Amor Todo Es Empezar (CBS – 2.298)
- 1978 - Fiesta/En El Amor Todo Es Empezar (CBS – 2.298) label diversa
- 1978 - Hay Que Venir Al Sur/Lola (EPIC – 2.323)
- 1978 - Hay Que Venir Al Sur/Lola (EPIC – 2.323) label diversa
- 1978 - Hay Que Venir Al Sur/Soy Negra (CBS – 6090)
- 1978 - California/Soy Negra (EPIC – 2317)

## Discografia Venezuela

### Album in studio
- 1978 - Hay que venir al sur   (CBS – DCS-844)
- 1979 - Aplauso   (CBS – DCS-977)
- 1980 - Latino   (CBS – DCS-950)
- 1981 - Raffaella Carrà   (Eros – LPE 30025, MC 30.025, ristampato nel 1982 su etichetta Hispavox – HS 6068)
- 1982 - Raffaella Carrà 82   (LP Hispavox – HS-6087, MC Love Records – 6087)
- 1988 - Raffaella   (CBS – VZ-1-460894)

### Raccolte
- 1978 - Los más grandes exitos de Raffaella Carrà (CBS – DCS-878)

### Singoli
- 1976 - En El Amor Todo Es Empezar/Fuerte Fuerte Fuerte (CBS – 45 1.484)
- 1976 - A Far L'Amore Comincia Tu/En El Amor Todo Es Empezar (CBS – 45 1.470)
- 1976 - Rumore/Rumore (CBS – 45 1.426)
- 1977 - El paso bobo (version en espanol)/El paso bobo (version en italiano) (CBS – 451462)
- 1977 - Fiesta/La Bamba (CBS – 45 1594)
- 1977 - Fiesta/Fiesta (CBS – 1.520)
- 1978 - Ai que venir del sur/Gato negro (CBS – 45 1616)
- 1978 - Hay Que Venir Al Sur/Soy Negra

## Discografia Yugoslavia

### Album in studio
- 1978 - Raffaella   (CBS – 82654)
- 1980 - Applauso   (CBS – CBS 83687)

### Singoli
- 1975 - Male/Sciocco (CBS – CBS 3351, Suzy – CGD 3351)